# Refugio antiaéreo de Bombas Gens
El refugio antiaéreo de Bombas Gens es un refugio antiaéreo construido alrededor de 1938 durante la Guerra civil española, que daba servicio a los trabajadores de la factoría Bombas Gens para protegerse de los bombardeos. Estos se intensificaron tras ser incautada la fábrica para elaborar armamento como granadas de mortero.

## Características
El interior es una sala rectangular abovedada de 21,64 m² y 2,78 m de altura muy bien conservada. Sus paredes están pintadas y tienen un zócalo de color gris sobre el que discurre una banda decorativa de líneas alternas de color amarillo y blanco. En sus muros se aprecian un conjunto de letreros con pintura azul y de letras mayúsculas con indicaciones de tipo higiénico y organizativo para la conservación del lugar.
También se han conservado restos del sistema de iluminación del refugio y los orificios del sistema de ventilación.
Las paredes de hormigón son gruesas, teniendo la situada entre la escalera y la sala 2.30 m de anchura cuya función era ser un escudo para proteger a los trabajadores de las fuertes explosiones de la artillería. Por su parte, en la salida, se colocaron dos elementos con idéntica función de barrera: uno es una recia columna octogonal de 1.10 m de espesor y el otro era una placa de metal que se encajaba en una roza practicada en la pared.
En el interior se expone una de las granadas de mortero fabricadas en Bombas Gens. El refugio ha sido restaurado y acondicionado para su visita.